# Pustozierowo
Pustozierowo (ros. Пустозерово) – wieś (sieło) w Rosji, w obwodzie czelabińskim, w rejonie czebarkulskim. W 2021 liczyła 416 mieszkańców.